# عظم

منظر أمامي للهيكل العظمى

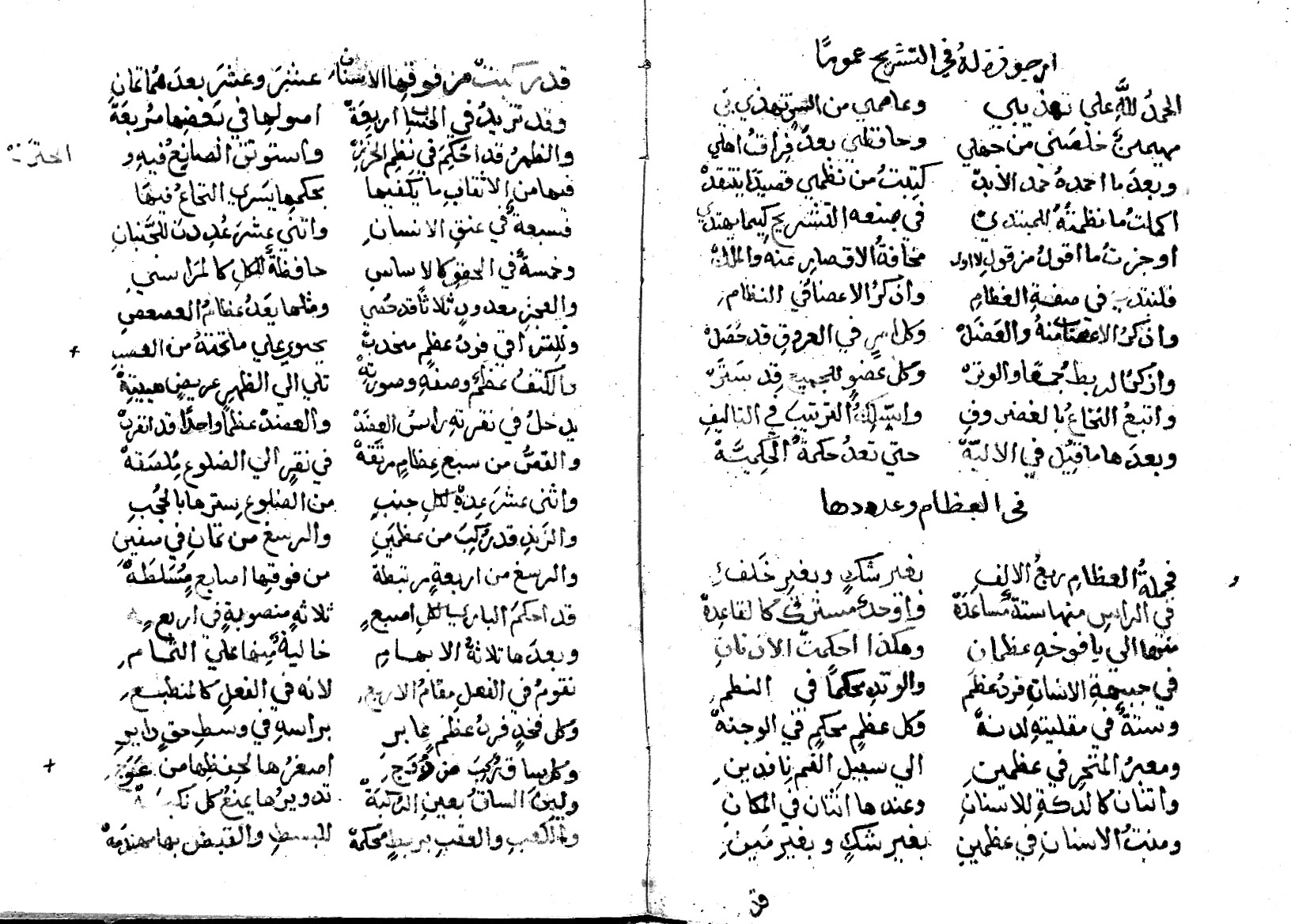
مخطوط أرجوزة عربية في تشريح «العظام وعددها»

العظم هو عضو صلب يكوّن جزء من الهيكل العظمي، يدعم العظم ويحمي الأعضاء المختلفة للجسم، وينتج كريات الدم الحمراء وخلايا الدم البيضاء، ويخزن المعادن، ويوفر الدعم للجسم، ويمكن من الحركة، تأخذ العظام العديد من الأشكال والأحجام ولها تركيب داخلي وخارجي معقد، رغم أن العظام خفيفة، إلا أنها قوية وصلبة، وتؤدي العديد من الوظائف.
النسيج العظمي هو نسيج صلب، وهو نوع من أنواع النسيج الضام الكثيف، وله مادة خلوية تشبه قرص العسل من الداخل، تساعد على صلابة العظام. يتكون نسيج العظام من أنواع عديدة من الخلايا العظمية، تشترك الخلايا العظمية والخلايا بانية العظم في تكوين وتمعدن العظم، فيما تشارك ناقضة العظم في تشربه، بانيات العظم المعدلة تصبح الخلايا المبطنة التي تكون طبقة وقائية على سطح العظمة. تملك المادة الخلوية المتمعدنة لنسيح العظم مكون عضوي من الكولاجين بشكل رئيسي، ومكون غير عضوي من معدن العظام، يتكون من أملاح مختلفة. النسيج العظمي هو نسيج متمعدن من نوعين، عظم قشري وعظم اسفنجي. تشمل أنواع الأنسجة الأخرى الموجودة في العظم نخاع العظام، وبطانة العظم، والسمحاق، والأعصاب، والأوعية الدموية، والغضروف.
يوجد ما يزيد عن 270 عظمة في جسم الإنسان عند الولادة، لكن العديد منها يلتحم معًا خلال النمو، تاركًا 206 عظمة منفصلة في الشخص البالغ، وذلك دون احتساب العظام السمسمية الصغيرة العديدة. العظمة الأكبر في الجسم هي عظمة الفخذ، أما الأصغر فهي الركاب في الأذن الوسطى.

## التركيب

قطاع عرضي في العظم

العظم ليس صلبًا بشكل موحد، وإنما يحتوي على مادة خلوية متينة. تكون تلك المادة الخلوية حوالي 30% من العظمة، فيما تتكون الـ70% الباقية من الأملاح التي تعطيها القوة. تتكون المادة الخلوية من حوالي 90-95% من ألياف الكولاجين، فيما تكون المادة الأساسية النسبة الباقية. النسيج الأولي للعظمة، النسيج العظمي، يكون صلد نسبيًا وخفيف الوزن. وتتكون مادته الخلوية في الأغلب من مادة مركبة تشتمل على فوسفات الكالسيوم غير العضوي في التركيب الكيميائي المسمى هيدروكسيل أباتيت الكالسيوم (هذا هو معدن العظام الذي يعطي العظام صلابتها) والكولاجين، وهو بروتين مرن يزيد من المقاومة للكسور. يعرف كولاجين العظام باسم عظمين. يتكون العظم عن طريق تصلب تلك المادة الخلوية حول الخلايا المحتجزة. حين تصبح تلك الخلايا محتجزة تتحول من بانيات العظم إلى خلايا عظمية.

### العظم القشري

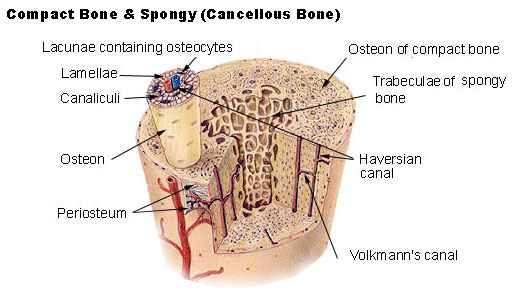
تفاصيل قطاع عرضي في عظمة طويلة

تتكون الطبقة الخارجية الصلبة للعظام من العظم القشري الذي يسمى كذلك عظم مدمج لكونه أكثر كثافة بكثير من العظم الاسفنجي، يشكل العظم القشري القشرة الخارجية الصلبة للعظم. يعطي العظم القشري العظمة مظهرها الأبيض، الصلب، الأملس، ويمثل 80% من الكتلة العظمية الكلية في هيكل الشخص البالغ. ويسهل من الوظائف الرئيسية للعظم: دعم الجسم بالكامل، وحماية الأعضاء، وتوفير رافعات للحركة، وتخزين وإطلاق المكونات الكيميائية، بالأخص الكالسيوم. يتكون العظم القشري من العديد من الأعمدة المجهرية، يسمى كل واحد منها عظمون. كل عمود هو عبارة عن طبقات عديدة من بانيات العظم والخلايا العظمية حول قناة مركزية تسمى قناة هافرس. قنوات فولكمان توصل الأعمدة ببعض بزاوية قائمة. تلك الأعمدة نشطة أيضيًا، وكلما يحدث تشرب للعظم وتكوينه من جديد تتغير طبيعة ومواقع تلك الخلايا خلال العظمون. يغطَّى العظم القشري بسمحاق على سطحه الخارجي، وبطانة العظم على سطحه الداخلي. بطانة العظام هي الحد الفاصل بين العظم القشري والعظم الاسفنجي. الوحدة التشريحية والوظيفية الأولية للعظم القشري هي العظمون.

### العظم الاسفنجي

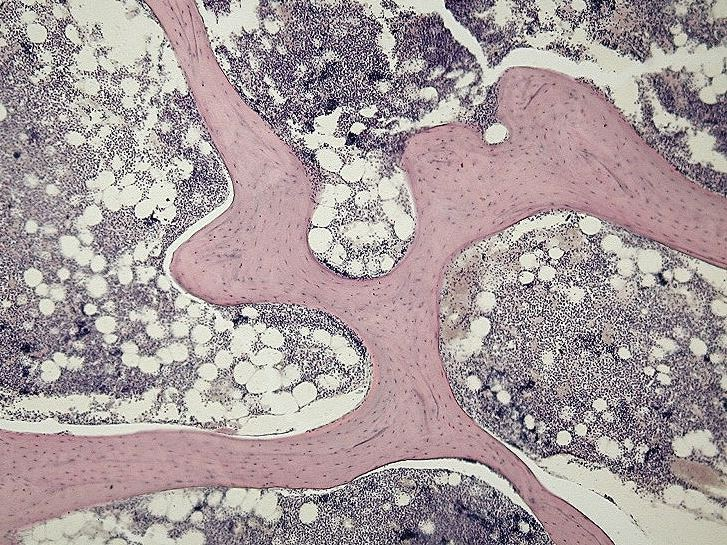
صورة مجهرية لعظم إسفنجي

العظم الإسفنجي، يسمى كذلك العظم التربيقي، هو النسيج الداخلي للعظمة الهيكلية وهو عبارة عن شبكة خلوية مسامية مفتوحة. يمتلك العظم الإسفنجي نسبة مساحة السطح للحجم أكبر من تلك في العظم القشري نظرًا لأنه أقل كثافة. يجعله هذا أضعف وأكثر مرونة. كذلك تجعله مساحة السطح الأكبر مناسبًا للنشاطات الأيضية مثل تبادل أيونات الكالسيوم. يوجد العظم الإسفنجي تقليديًا في نهايات العظام الطويلة، وبالقرب من المفاصل، وفي داخل الفقرات. العظم الإسفنجي وعائي بشكل كبير ويحتوي عادة على نخاع عظام أحمر حيث يتم تكوين الدم، أي إنتاج خلايا الدم. الوحدة التشريحية والوظيفية الأولية للعظم الإسفنجي هي التربيق. تصطف الترابيق نحو توزيع الحمل الميكانيكي الذي يواجه العظام في العظام الطويلة مثل عظم الفخذ. فيما يخص العظام القصيرة، تم دراسة توزيع الترابيق في الفقرات. تصنع تشكيلات رفيعة من بانيات العظم المغطاة ببطانة العظم شبكة غير منتظمة من المساحات، تعرف باسم الترابيق. خلال هذه المساحات يوجد نخاع العظام والخلايا الجذعية المكونة للدم التي تكون الصفائح الدموية، وكريات الدم الحمراء، وخلايا الدم البيضاء. النخاع التربيقي يتكون من شبكة العناصر المشابهة للعصيان ووالصفائح تجعل العضو أخف وتوفر مساحة للأوعية الدموية ونخاع العظام. يمثل العظم الإسفنجي 20% من الكتلة العظمية الكلية لكن مساحة سطحه تبلغ تقريبًا 10 أضعاف العظم القشري.
الكلمات إسفنجي وتربيقي تشير للوحدات الصغيرة التي تشبه الشعرية (الترابيق) التي تكون النسيج. تم وصفها بشكل دقيق لأول مرة في نقوش كريزوستومو مارتينيز.

### نخاع العظام
نخاع العظام، يعرف كذلك باسم نقي العظم في نخاع العظام الأحمر، يمكن إيجاده بالكاد في أي عظمة تحتوي على عظم إسفنجي. في حديثي الولادة، تمتلئ كل تلك العظام بالنخاع الأحمر فقط أو النخاع المكون للدم، ولكن كلما زاد سن الطفل، تقل النسبة المكونة للدم من حيث الكمية فيما تزيد النسبة الشحمية/الصفراء من حيث الكمية. في البالغين، يوجد نخاع العظام الأحمر غالبا في نخاع العظام في عظمة الفخذ، والضلوع، والفقرات، وعظام الورك.

### النسيج العظمي

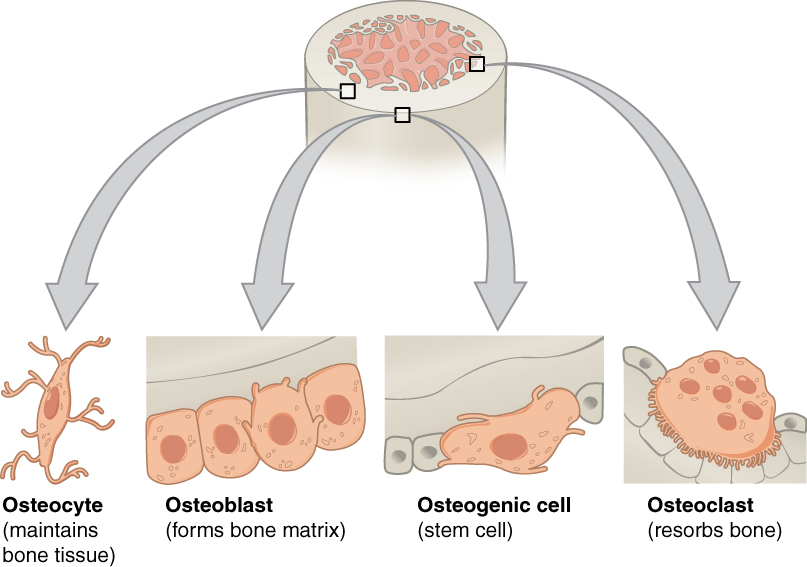
خلايا العظم

العظم هو نسيج نشط أيضيًا يتكون من أنواع متعددة من الخلايا. تشمل تلك الخلايا بانيات العظم، التي تشارك في صنع وتمعدن نسيج العظم، والخلايا العظمية، وناقضات العظم، التي تشارك فيتشرب العظم. تُشتق الخلايا العظمية وبانيات العظم من خلايا السليفة العظمية، فيما تُشتق ناقضات العظم من نفس الخلايا التي تتمايز لتكوين بلاعم وخلايا وحيدة. يوجد كذلك خلال نخاع العظام الخلايا الجذعية المكونة للدم. تنشئ تلك الخلايا خلايا أخرى تشمل خلايا الدم البيضاء، وكريات الدم الحمراء، والصفائح الدموية.

#### بانية العظم

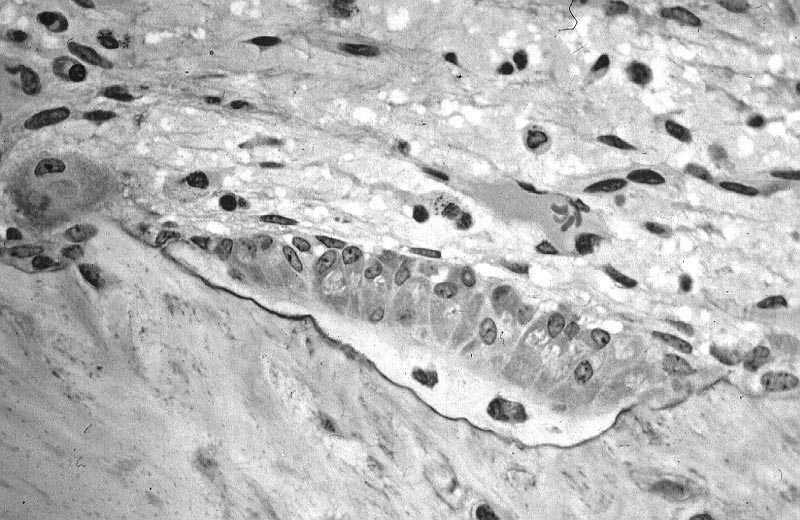
صورة بالمجهر الضوئي لعظم إسفنجي منزوع الكالسيون تُظهر بانيات العظم وهي تصنع النسيج العظماني، وتحتوي على خليتين عظميتين

- بانيات العظم هي خلايا أحادية النواة مكونة للعظم. توجد على سطح طبقات العظمون وتصنع مزيج من البروتينات يعرف باسم النسيج العظماني، والذي يتمعدن ليصبح عظمًا.[9] طبقة النسيج العظماني هي منطقة ضيقة من مادة خلوية عضوية حديثة التكون، لم تتمعدن بعد، وتوجد على سطح العظمة. يتكون النسيج العظماني بشكل رئيسي من كولاجين النوع الأول. تصنع كذلك بانيات العظم هرمونات، مثل بروستاغلاندين، لتعمل على العظمة نفسها. تصنع بانيات العظم وتصلح العظم الجديد عن طريق البناء حول نفسها. أولًا، تضع بانية العظم ألياف الكولاجين. تُستخدم ألياف الكولاجين تلك كإطار لعمل بانيات العظم. ثم تقوم بانيات العظم بترسيب فوسفات الكالسيوم الذي يتم تصليبه بواسطة أيونات الهيدروكسيد والبيكربونات. يسمى العظم الجديد الذي أنشأته بانيات العظم نسيج عظماني.[14] بمجرد إنهاء بانية العظم عملها يتم احتجهازها داخل العظمة بمجرد تصلبها. حين تصبح بانية العظم محتجزة، تسمى خلية عظمية.[15] تبقى بانيات عظم أخرى على سطح العظم الجديد وتستخدم لحماية العظم، وتصبح تلك الخلايا الخلايا المبطنة.

#### الخلية العظمية
الخلايا العظمية هي غالبا بانيات عظم غير نشطة. تنشأ الخلايا العظمية من بانيات العظم التي هاجرت للداخل وأصبحت محتجزة ومحاطة بالمادة الخلوية للعظام التي أنتجتها بنفسها. المساحات التي تشغلها تعرف باسم الجوبات. تمتلك الخلايا العظمية العديد من الزوائد التي تمتد لملاقاة بانيات العظم والخلايا العظمية الأخرى بهدف التواصل. تظل الخلايا العظمية على اتصال بالخلايا الأخرى في العظم عن طريق المفاصل الفجوية.

#### ناقضة العظم
- ناقضات العظم هي خلايا كبيرة جدا متعددة النوى مسؤولة عن انهيار العظام عن طريق عملية تشرب العظم. يتم بعد ذلك تكوين عظم جديد بواسطة بانيات العظم. يتم باستمرار تجدد العظم عن طريق التشرب والتصنيع.[9] ناقضات العظم هي خلايا كبيرة بها العديد من الأنوية وتتواجد على سطح العظم فيما يعرف باسم جوبات هاوشيب (أو حفر التشرب). تلم الجوبات تنتج عن تشرب العظم المحيط بها.[9] نظرًا لأن ناقضات العظم تُشتق من الخلايا الجذعية للخلايا الوحيدة، يتم تزويدها بآليات شبيهة بالبلعمة مشابهة للبلاعم التي تدور في الدم.[9] تنضج ناقضات العظم و/أو تهاجر لأسطح عظمية مختلفة. عند وصولها، يتم إفراز إنزيمات نشطة ضد الركيزة المعدنية. يلعب تشرب العظم بواسطة ناقضات العظم دورًا في استتباب الكالسيوم.[9]

### النسيج البيني خارج الخلية
يتكون العظم من خلايا حية مغمورة في مادة خلوية عضوية متمعدنة. تتكون تلك المادة الخلوية من مكونات عضوية، كولاجين النوع الأول بشكل رئيسي، ومكونات غير عضوية، بشكل رئيسي هيدروكسيل أباتيت وأملاح أخرى من الكالسيوم والفوسفات. يتكون أكثر من 30% من الجزء غير الخلوي من العظم من المكونات العضوية، و70% من الأملاح. تعطي ألياف الكولاجين العظم قوته المقاومة للشد، وتعطيه بلورات الهيدروكسيل أباتيت المتناثرة قوته المقاومة للانضغاط. تلك التأثيرات تآزرية.
التركيب غير العضوي للعظم (معدن العظام) يتكون بشكل رئيسي من أملاح الكالسيوم والفوسفات، فيما يتمثل الملح الرئيسي في هيدروكسيل أباتيت Ca10(PO4)6(OH)2. قد يكون التركيب الدقيق للمادة الخلوية عرضة للتغير عبر الوقت بسبب التغذية، والتمعدن الحيوي، حيث تتنوع نسبة الكالسيوم للفوسفات بين 1.30 لـ2، كما توجد معادن نادرة كذلك مثل الماغنسيوم، والصوديوم، والبوتاسيوم، والكربونات.
يشكل كولاجين النوع الأول 90-95% من المادة الخلوية العضوية، فيما يتمثل الباقي في سائل متجانس يسمى المادة الأساسية تتكون بروتيوغليكانات مثل حمض الهيالورونيك، وسلفات الكوندرويتين، بالإضافة للبروتينات غير الكولاجينية مثل أوستيوكالسين، أو أوستيوبونتين، أو سيالوبروتين العظم. يتكون الكولاجين من خيوط من وحدات التكرار، والتي تعطي العظمة القوة المقاومة للشد، وترتب بشكل متقاطع يمنع الإجهاد السطحي. أما وظيفة المادة الأساسية فغير معروفة بالكامل. يمكن التعرف على نوعين من العظام مجهريًا وفقًا لترتيب الكولاجين: محبوك وصفائحي
- العظم المحبوك، (يعرف كذلك بالعظم الليفي) والذي يتميز بترتيب عشوائي لألياف الكولاجين وضعيف ميكانيكيًا.[17]
- العظم الصفائحي، والذي يملك ترتيب منظم متوازي للكولاجين في صفائح وقوي ميكانيكيًا.[17]

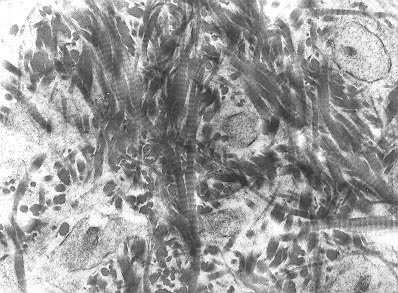
صورة مجهرية بالمجهر الإلكتروني النافذ لمادة خلوية منزوعة الكالسيوم لعظمة محبوكة تظهر التوزيع العشوائي المميز لألياف الكولاجين.

يتكون العظم المحبوك حين تنتج بانيات العظم نسيج عظماني سريعًا، وهو ما يحدث أوليًا في كل عظم الجنين، ولكن يستبدل لاحقًا بعظم صفائحي أكثر مرونة. في البالغين يتم تصنيعه بعد الكسور أو في مرض بادجيت. العظم المحبوك أضعف، وله عدد أصغر من ألياف الكولاجين الموزعة عشوائيًا، لكنه يتكون بسرعة، ويسمى محبوك بسبب مظهر المادة الخلوية الليفية. يستبدل بعد ذلك بالعظم الصفائحي، المنظم بشكل كبير في صفائح متحدة المركز مع نسبة أقل بكثير من الخلايا العظمية للنسيج المحيط. العظم الرقائقي، الذي يظهر لأول مرة في الجنين في الثلث الأخير من الحمل، أقوى ويمتلئ بالعديد من ألياف الكولاجين الموازية لألياف أخرى في نفس الطبقة (تسمى تلك الأعمدة المتوازية عظمونات). فيالمقطع العرضي، تجري الألياف في اتجاهات متعاكسة في طبقات متبادلة، كما في الأبلكاش، ما يساعد العظم على مقاومة قوى اللي. بعد الكسر، يتكون العظم المحبوك أولًا ثم يستبدل تدريجيًا بالعظم الرقائقي في عملية تعرف بـ«التبديل العظمي». مقارنة بالعظم المحبوك، العظم الرقائقي يتكون بشكل أبطأ. يحد الترسيب المنظم لألياف الكولاجين من تكوين النسيج العظماني إلى 1-2 ميكرومتر في اليوم.

## التطور

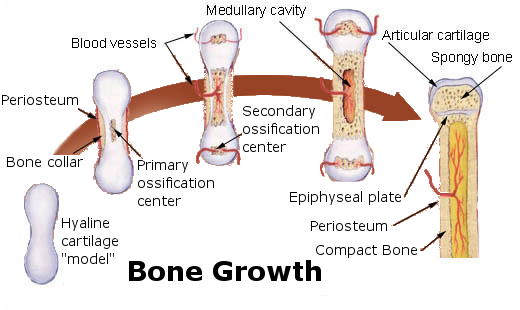
التعظم داخل الغضروف

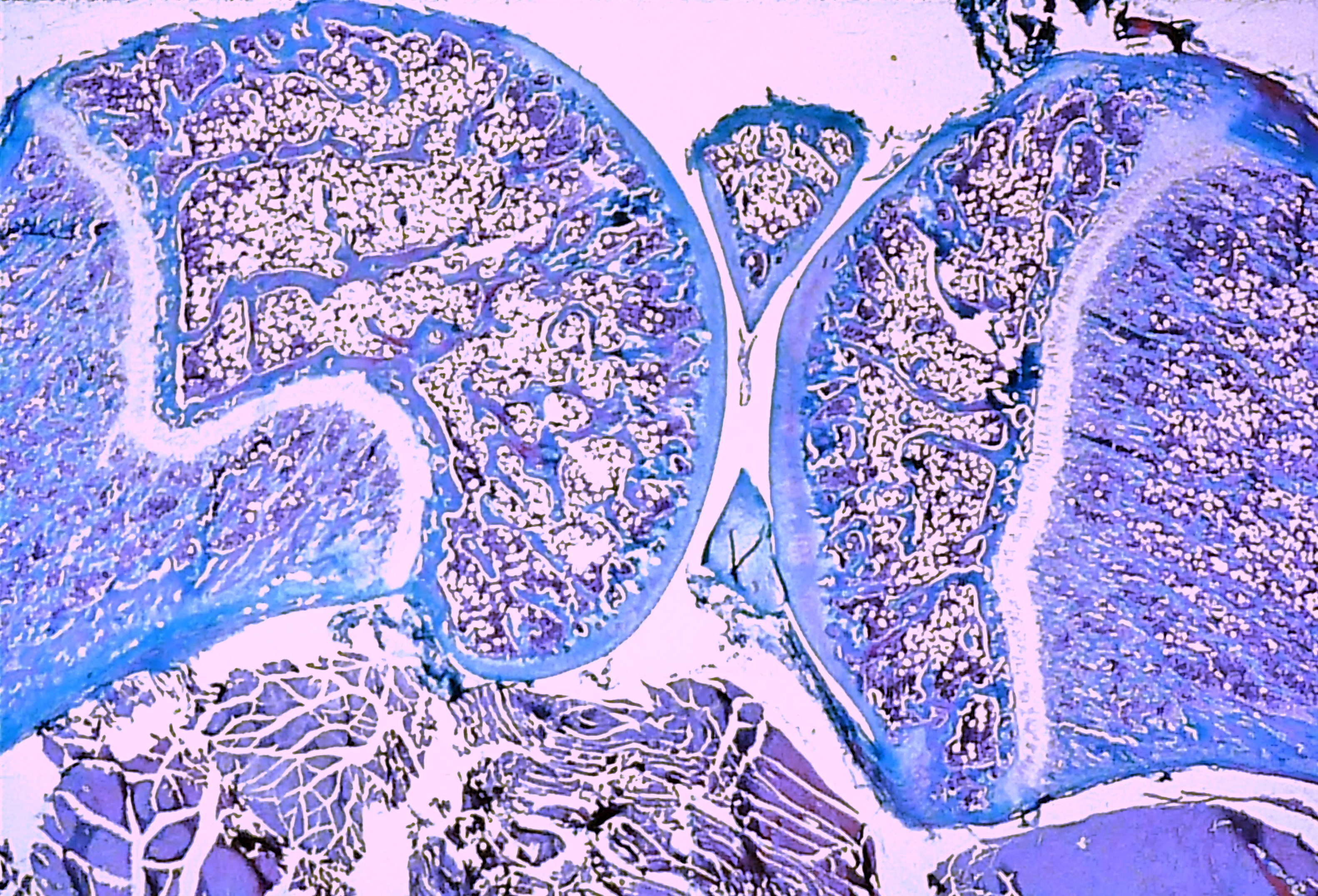
قطاع في ركبة فأر صغير يظهر صفائح النمو الغضروفية

تكوين العظام يسمى التعظم. خلال تطور الجنين يحدث التعظم عن طريق عمليتين: التعظم الغشائي والتعظم داخل الغضروف. التعظم الغشائي يشمل تكوين عظم جديد من النسيج الضام بينما يشمل التعظم داخل الغضروف تكوين عظم من الغضروف.
التعظم الغشائي يحدث بشكل رئيسي خلال تكوين عظام الجمجمة المسطحة ولكن يحدث كذلك في الفك السفلي، والفك العلوي، والترقوة، يتكون العظم من نسيج ضام مثل نسيج اللحمة المتوسطة بدلا من الغضروف. تتضمن العملية: تطور ونشأة مركز التعظم، والتكلس، وتكون الترابيق ونشأة السمحاق.
التعظم داخل الغضروف يحدث في العظام الطويلة وأغلب العظام الأخرى في الجسم، ويشمل تطور العظم من الغضروف. تتضمن تلك العملية نشأة نموذج الغضروف، ونموه وتطوره، ونشأة مراكز التعظم الأولية والثانوية، وتكوين غضروف مفصلي والصفائح المشاشية.
يبدأ التعظم داخل الغضروف من نقط في الغضروف تسمى «مراكز التعظم الأولية». تظهر غالبا خلال تطور الجنين، رغم أن بعض العظام القصيرة تبدأ تعظمها الأولي بعد الولادة. تلك المراكز مسؤولة عن تكوين جسم العظام الطويلة، والقصيرة وبعض أجزاء العظام غير المنتظمة. يحدث التعظم الثانوي بعد الولادة، ويكون مشاشة العظام الطويلة وأطراف العظام المسطحة وغير المنتظمة. ينفصل جسم العظمة الطويلة عن المشاشتين بمنطقة من الغضروف النامي (الصفيحة المشاشية). عند النضج العظمي (من 18 لـ25 سنة)، تستبدل كل الغضاريف بعظام، ويلتحم جسم العظمة مع المشاشتين. في الأطراف العلوية، يتعظم فقط جسم العظام الطويلة ولوح الكتف. فيما تظل المشاشات، وعظام الرسغ، والناتئ الغرابي، والحافة الأنسية للوح الكتف، والأخرم غضروفية.
تحدث الخطوات التالية في تحويل الغضروف إلى عظم:
1. منطقة الغضروف المستريح. تحتوى هذه المنطقة علي غضروف طبيعي زجاجي ليس عليه أي علامات للتحول لعظم تلك المنطقة هي الأبعد عن جوف النقي.[19]
2. منطقة انتشار الخلايا. أقرب بقليل لجوف النقي، في هذه المنطقة، تنقسم الخلايا الغضروفية سريعا وتشكل مظهر متكدس متميز.[19]
3. منطقة تضخم الخلايا. بعد ذلك، تتوقف الخلايا الغضروفية عن الانقسام وتبدأ في التضخم، كما تفعل في مركز التعظم الأولي في الجنين.[19]
4. منطقة التكلس. يتم ترسيب المعادن في المادة الخلوية ما يحدث تكلس للغضروف. تلك ليست الرواسب المعدنية الدائمة للعظمة، وإنما مجرد دعم مؤقت للغضروف الذي بدونها يصبح ضعيفًا.
5. منطقة التعظم. الخلايا سليفة العظمية تغزو المنطقة وتتمايز الي بانيات عظم، وهذا يفصل المادة الخلوية التي أصبحت عظمية علي سطح الغضروف المتعظم. ويتبعه تشرب الغضروف المتعظم.[19]

## الوظيفة
| وظائف العظم                                                             |
| ----------------------------------------------------------------------- |
| وظائف ميكانيكية - الحماية - يعطي تركيب الجسم - يسهل الحركة - يسهل السمع |
| وظائف تصنيعية - يحتوي على نخاع العظام                                   |
| وظائف أيضية - يخزن الكالسيوم - يساعد في تنظيم التوازن الحمضي القاعدي    |

للعظام العديد من الوظائف:

### ميكانيكية
تفيد العظام في العديد من الوظائف الميكانيكية. حيث تشكل العظام معًا الهيكل العظمي للجسم والذي يوفر إطارًا لدعم الجسم، ونقاط توصيل للعضلات الهيكلية، والأوتار، والأربطة، والمفاصل، والتي تؤدي معًا لتوليد ونقل قوى لجعل جزء من الجسم أو الجسم بالكامل يتحرك في مساحة ثلاثية الأبعاد (تتم دراسة العلاقة بين العظم والعضلات في الميكانيكا الحيوية).
تحمي العظام الأعضاء الداخلية، فمثلا تحمي الجمجمة المخ وتحمي الضلوع القلب والرئتين. بسبب الطريقة التي تتكون بها العظام، فإنها تملك قوة كبيرة مقاومة للانضغاط تبلغ 170 باسكال (1800 كيلوغرام ثقلي/سم²)، وقوة ضعيفة مقاومة للشد تبلغ 104-121 باسكال، وقوة منخفضة للغاية لإجهاد القص (51.6 باسكال). يعني هذا أن العظام تقاوم الضغط جيدًا، وتقاوم الشد بشكل أقل، ولكنها بالكاد تقاوم إجهاد القص (كما في أحمال اللي). وبينما العظام هشة، فإنها تملك درجة كبيرة من المرونة، تنتج بشكل رئيسي عن الكولاجين.
تلعب العظام كذلك دورًا خاصا في السمع. العظيمات هي 3 عظمات صغيرة في الأذن الوسطى تساهم في نقل الصوت.

### تصنيعية
يحتوي الجزء الإسفنجي من العظم على نخاع العظام. ينتج نخاع العظام خلايا الدم في عملية تسمى تكون الدم. خلايا الدم التي تصنع في نخاع العظام تشمل كريات الدم الحمراء، والصفائح الدموية، وخلايا الدم البيضاء. الخلايا المولدة مثل الخلية الجذعية المكونة للدم تنقسم في عملية تسمى الانقسام المتساوي (الميتوزي) لإنتاج الخلايا السلائف. وتتضمن الخلايا السلائف التي تنشئ في النهاية خلايا الدم البيضاء وكريات الدم الحمراء. على عكس خلايا الدم الحمراء والبيضاء، المصنوعة بالانقسام الميتوزي، تنسل الصفائح الدموية من خلايا كبيرة جدا تسمى خلية نواء. عملية التمايز التدريجي تلك تحدث في نخاع العظام. بعدما تنضج الخلايا، فإنها تدخل جهاز الدوران. يوميًا، يتم إنتاج ما يزيد عن 2.5 مليار كرية دم حمراء، وصفيخة دموية و50-100 مليار خلية محببة.
بالإضافة لصنع الخلايا، يعد نخاع العظام واحدًا من المواقع الرئيسية التي يتم فيها تدمير كريات الدم الحمراء المسنة أو التالفة.

### أيضية
- تخزين المعادن - تعمل العظام كمخازن للمعادن المهمة للجسم، وبالأخص الكالسيوم والفسفور[24][25]
- التوازن الحمضي القاعدي - يعادل العظم الدم ضد التغيرات الزائدة في الأس الهيدروجيني عن طريق امتصاص أو إخراج الأملاح القلوية
- إزالة السموم - تستطيع أنسجة العظم تخزين المفلزات الثقيلة وغيرها من العناصر الغريبة، بحيث تزيلهم من الدم وتقلل من تأثيرهم على الأنسجة الأخرى. تم تطلقهم بعد ذلك تدريجيًا من أجل الإخراج.
- عضو في جهاز الغدد الصماء - يتحكم العظم في أيض الفوسفات عن طريق إطلاق مادة تعمل على الكلى لتقليل إعادة امتصاص الفوسفات. كذلك تطلق خلايا العظم هرمون يسمى أوستيوكالسين، يساهم في تنظيم سكر الدم والنسيج الدهني. يزيد أوستيوكالسين من إفراز وحساسية الإنسولين، بالإضافة لزيادة عدد الخلايا المفرزة للإنسولين وتقليل مخازن الدهون.[26] الهدف من تجدد العظام هو تنظيم استتباب الكالسيوم، وصيانة العظام التالفة على المستوى المجهري من الضغط اليومي، ولتشكيل الهيكل خلال النمو. الإجهاد المتكرر، مثل رياضة رفع الأثقال، أو التئام العظم، يتسببان في زيادة سمك العظمة في نقطة الإجهاد الأقصى. من المفترض أن هذا يحدث بسبب خاصية الكهرباء الانضغاطية للعظم، التي تجعل العظمة تولد جهد كهربي صغير عند الإجهاد.[27]

يتم التحكم في وظيفة بانيات وناقضات العظم عن طريق عدد من الإنزيمات التي تحفز أو تثبط نشاط خلايا تجدد العظام، متحكمة في معدل تصنيع، وتدمير العظام وتغيير شكلها. على سبيل المثال، معدل تشرب العظام بواسطة ناقضات العظم يتم تثبيطه بواسطة الكالسيتونين وosteoprotegerin. يتم إنتاج الكالسيتونين بواسطة الغدة الدرقية، ويمكن أن يرتبط بالمستقبلات على ناقضات العظم لتثبيط نشاطها بشكل مباشر. Osteoprotegerin يتم إفرازه بواسطة بانيات العظم ويثبط تحفيز ناقضات العظم

يمكن أن يتم تحفيز بانيات العظم لزيادة الكتلة العظمية من خلال زيادة إفراز العظماني وعن طريق تثبيط قدرة ناقضات العظم على تكسير النسيج العظمي. زيادة إفراز العظماني تتم عن طريق تحفيزه بواسطة إفراز هرمون النمو من الغدة النخامية، وهرمون الثيروكسين من الدرقية، والهرمونات الجنسية (إستروجين وأندروجين). تزيد تلك الهرمونات كذلك من إفراز osteoprotegerin.[28] يمكن كذلك تحفيز بانيات العظم لإفراز عدد من السيتوكينات التي تساعد على تشرب العظم بواسطة تحفيز نشاط ناقضات العظم وتمايزها من خلايا السليفة العظمية. فيتامين د، والهرمون الجار درقي والمحفزات من الخلايا العظمية تحفز بانيات العظم لزيادة إفراز إنترلوكين 6، وربيطة RANK، التي تزيد من تشرب العظم. نفس تلك المركبات كذلك تزيد إفراز عامل تحفيز مستعمرات الخلايا الأكولة بواسطة بانيات العظم، والذي يساعد على تمايز خلايا السليفة العظمية إلى ناقضات العظم ويقلل من إفراز بروتين أوستيوبروتيجرين [الإنجليزية].

حجم العظم
يعتمد حجم العظم على معدلات تكوين وتشرب العظم. اقترح بحثًا حديثًا أن بعض عوامل النمو قد تعمل موضعيًا لتعدل من تكوين العظم عن طريق زيادة نشاط بانية العظم. العديد من عوامل النمو المشتقة من العظم تم فصلها وتصنيفها من خلال مزارع العظم. تشمل تلك العوامل عامل النمو شبيه الانسولين 1 و2، وعامل النمو المحول بيتا، وعوامل نمو الأرومة الليفية، وعامل النمو المشتق من الصفيحات.[29] تقترح الأدلة أن خلايا العظم تنتج عوامل نمو للتخزين خارج الخلية في النسيج البيني. قد يتسبب إطلاق تلك المواد من النسيج البيني في انقسام سلائف بانيات العظم. اقترح البحث أن حجم العظم الإسفنجي في هشاشة العظام بعد سن اليأس يمكن تحديدها بالعلاقة بين السطح الكلي لتشكيل العظام ونسبة تشرب السطح.[30]
الأهمية السريرية
يؤثر عدد من الأمراض على العظام، ويشمل التهاب المفاصل، والكسور، والعدوى، وهشاشة العظام، والأورام. الأمراض المتعلقة بالعظام يمكن علاجها بواسطة مجموعة متنوعة من الأطباء، وتشمل طبيب روماتزم للمفاصل، وجراح عظام، الذي قد يجري جراحة لإصلاح العظام المكسورة. أطباء آخرون مثل أخصائيو إعادة التأهيل يمكن أن يشاركوا في التعافي، وأطباء الأشعة في تفسير الأشعة، وأطباء علم الأمراض في دراسة سبب المرض، وطبيب العائلة قد يلعب دورًا في منع مضاعفات مرض العظام كالهشاشة.
حين يرى الطيب مريضًا، يتم أخد التاريخ المرضي وفحص المريض. يتم بعد ذلك غالبًا تصوير العظام، فيما يعرف بالتصوير الشعاعي. وقد يشمل ذلك الموجات فوق الصوتية، والأشعة السينية، والتصوير المقطعي، وأشعة الرنين المغناطيسي، وصور أخرى مثل الأشعة الملونة، التي يمكن استخدامها لدراسة حالات السرطان.[31] يمكن عمل اختبارات أخرى مثل اختبارات الدم للبحث عن علامات أمراض المناعة الذاتية، أو نضح السائل الزلالي.[31]

علم العظام

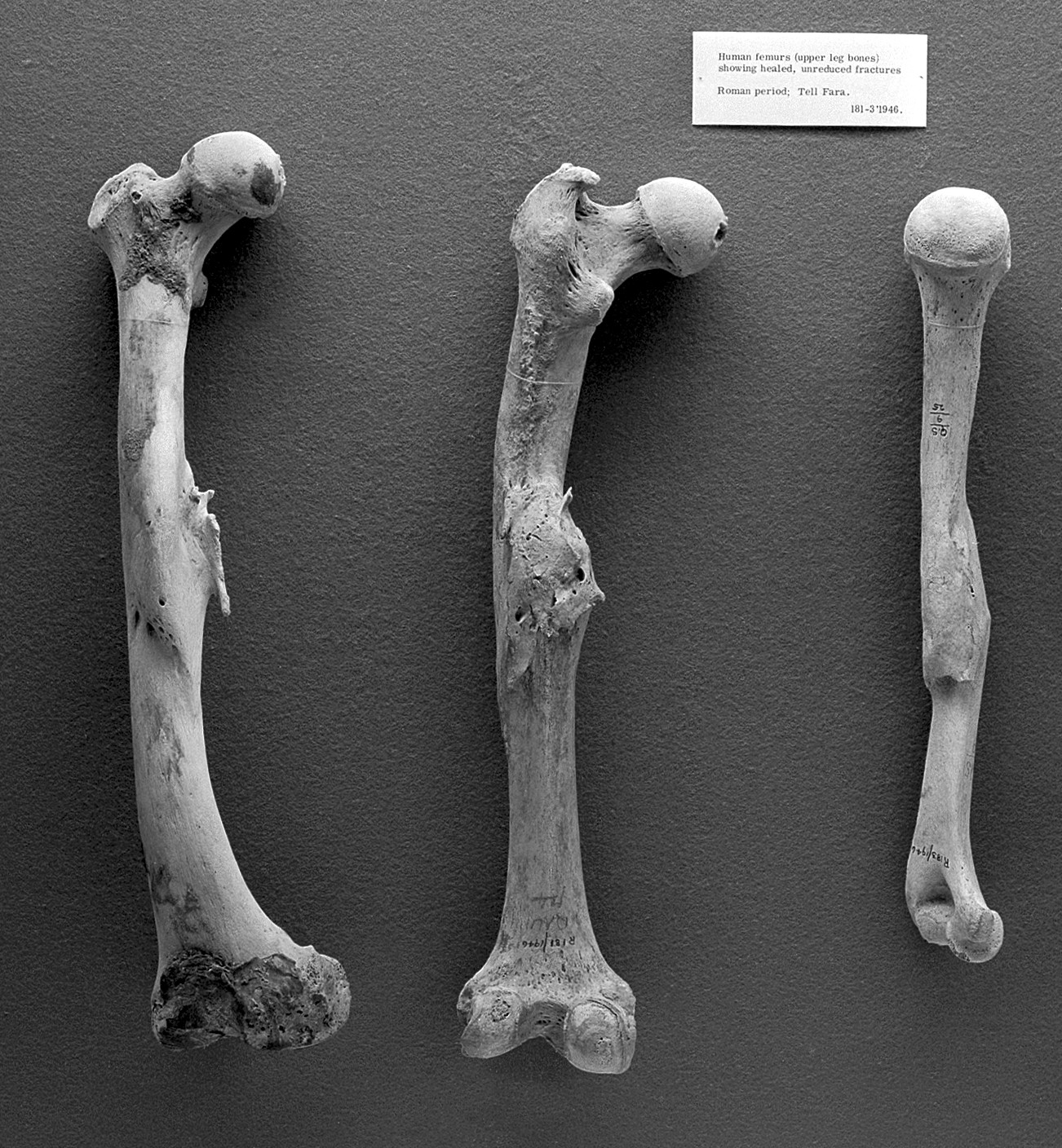
عظمة الفخذ والعضد لشخص من العصر الروماني، مع دليل على كسور ملتئمة يشار

عظمة الفخذ والعضد لشخص من العصر الروماني، مع دليل على كسور ملتئمة يشار إلى دراسة العظام والأسنان بعلم العظام. يستخدم عادة في علم الإنسان، وعلم الآثار، وعلم الأدلة الجنائية للعديد من المهام. قد يتضمن ذلك تحديد الحالة الغذائية، أو الصحية للشخص، أو سنه، أو إصابته. تحضير عظام اللحم لهذه الأنواع من الدراسات يمكن أن ينطوي على عملية التعطين.

عادة يدرس علماء الإنسان وعلماء الآثار الأدوات العظمية المصنوعة بواسطة الإنسان العاقل والنياندرتال. قد تفيد العظام في عدد من الاستعمالات مثل استعمالها كقذائف أو كصبغات فنية.
حيوانات أخرى

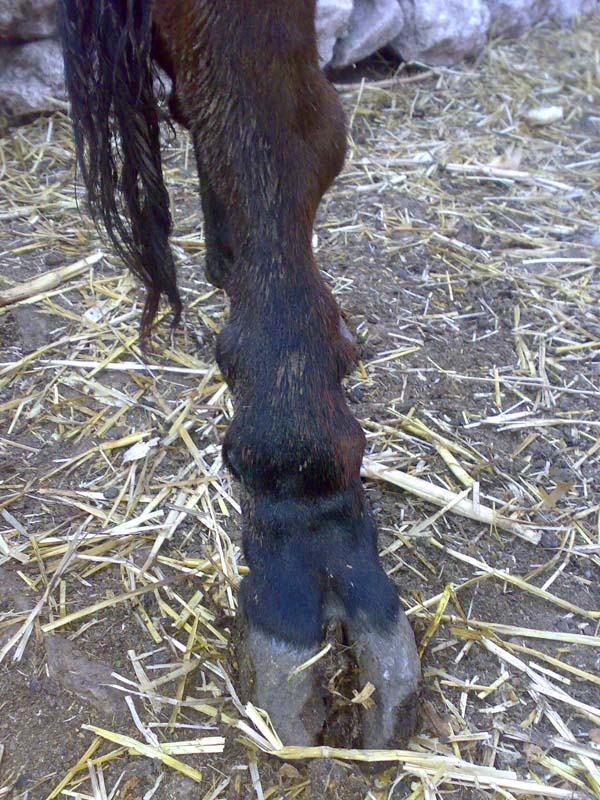
تسمم هيكلي بالفلور في ساق بقرة، بسبب التلوث الصناعي

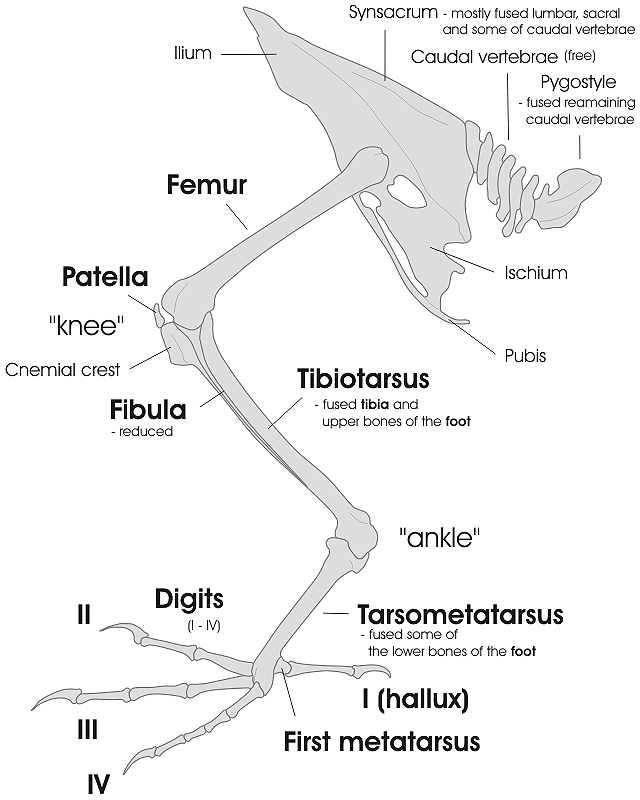
عظم الساق وحزام الحوض في طائر
هياكل الطيور خفيفة الوزن جدا. عظامهم أصغر وأرفع لتساعد على الطيران. ضمن الثدييات، الخفافيش هي الأقرب للطيور فيما يتعلق بكثافة العظام، ما يقترح أن الكثافة الصغيرة للعظم هي تكيف على الطيران. العديد من عظام الطيور تحتوي على نخاع قليل نظرا لكونها مجوفة.[40]
منقار الطائر مصنوع بشكل رئيسي من العظم في صورة بروز من الفك السفلي ومغطى بالكيراتين.
تتكون قرون الغزال من عظم وهو مثال غير تقليدي لعظم خارج جلد الحيوان بمجرد تقشير المخمل.[41]
سمك دنكليوستيوس المفترس له حواف حادة من العظم بطول فكيه.[42][43]
تمتلك العديد من الحيوانات هيكل خارجي غير مصنوع من العظم ويشمل ذلك الحشرات والقشريات.
قد تكون نسبة العظم القشري والتي تبلغ 80% في الهيكل البشري أقل بكثير في حيوانات أخرى، بالأخص في الثدييات البحرية، والسلاحف البحرية، أو في زواحف بحرية متنوعة من العصور الوسطى مثل اكتيوصور،[44] وغيره.[45]
تمارس العديد من الحيوانات بالأخص الحيوانات العاشبة تناول العظم كطعام. يتم ذلك غالبًا لتعويض نقص الفوسفات.
تصيب العديد من أمراض العظام البشرية الفقاريات الأخرى مثل التسمم الهيكلي بالفلور.
المجتمع والثقافة
لعظام الحيوانات المذبوحة عدد من الاستعمالات. في عصر ما قبل التاريخ، تم استخدامها في صنع الأدوات العظمية. تم استخدامها كذلك في نحت العظام، وكانت مهمة في فن ما قبل التاريخ، وكذلك تم استخدامها في العصور الحديثة كمواد صياغة للأزرار، والخرز، والمقابض، والنرد، والحلي، والبكر، إلخ.
يتم تصنيع الصمغ الحيواني عن طريق الغلى المطول للعظام المكسورة أو المطحونة، ثم تصفيتها وتبخيرها لزيادة سمك السائل الناتج. تاريخيًا، كان الصمع الحيواني مهمًا للغاية إلا أن له استعمالات محددة معدودة الآن، كما في ترميم التحف القديمة. تستخدم نفس الطريقة مع مزيد من التعديل، وزيادة السمك، والتجفيف لتحضير الجيلاتين.
يصنع المرق عن طريق طبخ العديد من المكونات على نار هادئة لفترة طويلة، وتقليديا تشمل تلك المكونات العظام.
تستخدم العظام المطحونة كسماد فوسفوري نيتروجيني عضوي وكإضافة لغذاء الحيوانات. العظام، بالأخص بعد تكليس رماد العظام، تستخدم كمصدر لفوسفات الكالسيوم لإنتاج الخزف العظمي.
الفحم العظمي، وهو مادة سوداء مسامية حبيبية، تستخدم بشكل رئيسي للترشيح وكذلك كصبغة سوداء، يتم إنتاجه عن طريق تفحيم عظام الثدييات.
توجيه العظم نحو شخص ما يعتبر حظًا سيئًا في بعض الثقافات، مثل الأستراليون الأصليون.

تم استخدام فريقة الدجاوزيات للكهانة، ولا يزال يتم استخدامها عادة في تقليد لتحديد أي من الشخصين اللذان يشدان نهايتي العظمة قد يقوم بتمني أمنية.
انظر أيضًا
  - تعظم
  - عظام اصطناعية
  - هيكل عظمي
  - سحب الدشبذ
  - هيكل (أحياء)
  - هيكل عظمي بشري
  - عظام درزية
  - نتوئات عظمية [الإنجليزية]

### الكسور

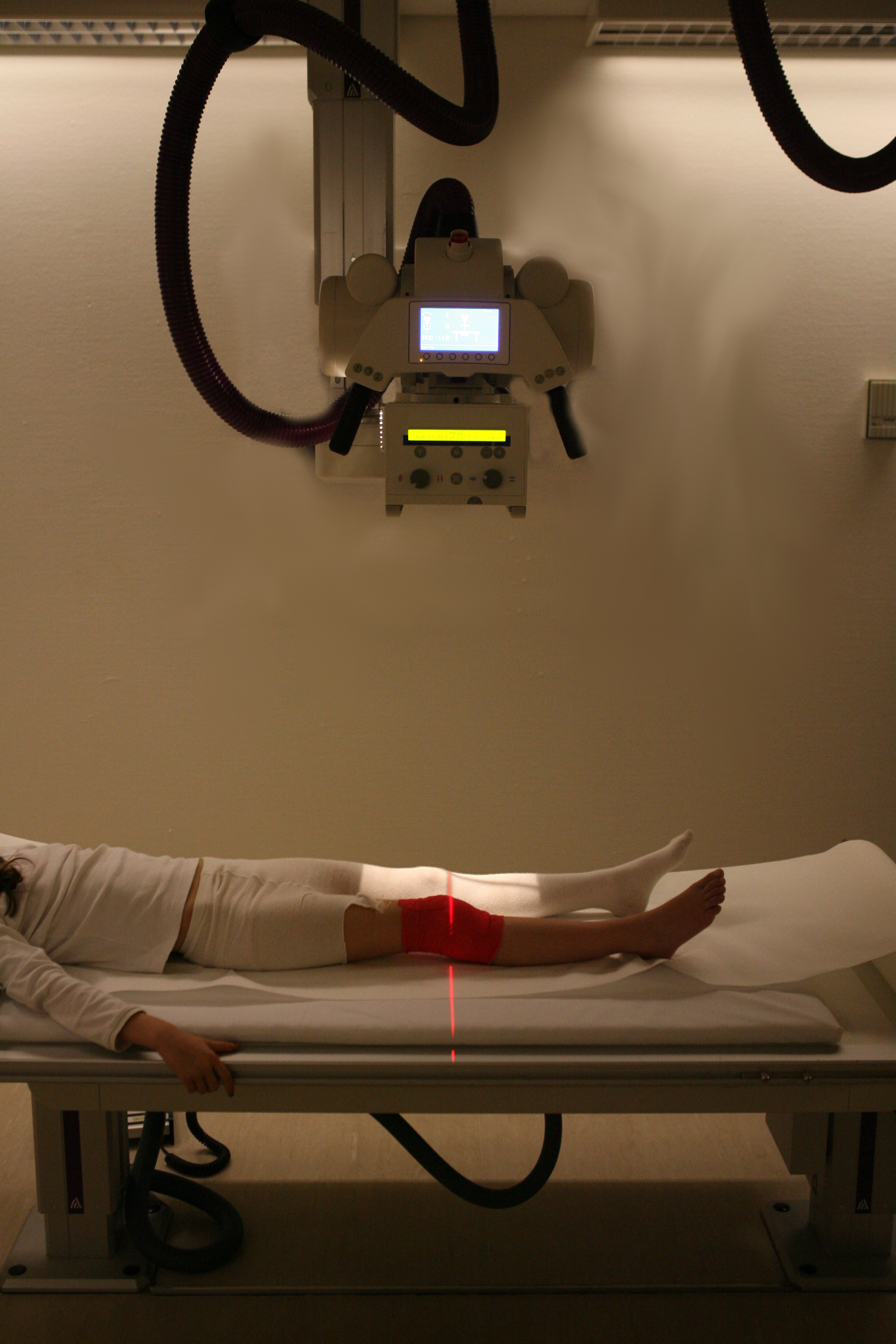
تصوير شعاعي للتعرف على كسور العظم المحتملة بعد إصابة للركبة

## صور إضافية

خلايا في نخاع العظام
صورة مجهرية بالمجهر الإلكتروني للعظم بتكبير 100 مرة